# Tolu Smith
Galen Edward Mitchell Smith III, detto Tolu (Bay St. Louis, 26 luglio 2000), è un cestista statunitense, professionista nella NBA con i Detroit Pistons e in G League con i Motor City Cruise.

## Carriera
Dopo aver completato la carriera universitaria con i Western Kentucky Hilltoppers e i Mississippi State Bulldogs, decide di candidarsi al Draft NBA 2024, non venendo però scelto e rimanendo undrafted. Firma poi un two-way contract con i Detroit Pistons, andando a giocare in G League per la squadra affiliata dei Motor City Cruise.

## Statistiche

### College
| Anno      | Squadra         | PG  | PT  | MP   | TC%  | 3P% | TL%  | RP  | AP  | PRP | SP  | PP   |
| --------- | --------------- | --- | --- | ---- | ---- | --- | ---- | --- | --- | --- | --- | ---- |
| 2018-2019 | WKU Hilltoppers | 34  | 0   | 10,1 | 58,3 | -   | 57,1 | 2,6 | 0,2 | 0,1 | 0,3 | 3,3  |
| 2020-2021 | MSU Bulldogs    | 30  | 30  | 30,7 | 56,9 | -   | 58,9 | 8,5 | 1,2 | 0,6 | 0,7 | 12,6 |
| 2021-2022 | MSU Bulldogs    | 21  | 20  | 28,3 | 57,6 | -   | 65,0 | 6,5 | 1,0 | 1,0 | 0,4 | 14,2 |
| 2022-2023 | MSU Bulldogs    | 34  | 34  | 27,7 | 57,2 | -   | 58,8 | 8,5 | 1,7 | 0,6 | 0,7 | 15,7 |
| 2023-2024 | MSU Bulldogs    | 23  | 19  | 28,1 | 56,5 | -   | 58,2 | 8,1 | 1,3 | 0,7 | 0,4 | 15,0 |
| Carriera  | Carriera        | 142 | 103 | 24,3 | 57,1 | -   | 59,6 | 6,7 | 1,1 | 0,5 | 0,5 | 11,7 |

### NBA

#### Regular season
| Anno      | Squadra         | PG | PT | MP   | TC%  | 3P% | TL%  | RP  | AP  | PRP | SP  | PP   |
| --------- | --------------- | -- | -- | ---- | ---- | --- | ---- | --- | --- | --- | --- | ---- |
| 2024-2025 | Detroit Pistons | 1  | 0  | 22,0 | 66,7 | -   | 66,7 | 8,0 | 0,0 | 0,0 | 0,0 | 14,0 |
| Carriera  | Carriera        | 1  | 0  | 22,0 | 66,7 | -   | 66,7 | 8,0 | 0,0 | 0,0 | 0,0 | 14,0 |

### G League
| Anno      | Squadra           | PG | PT | MP   | TC%  | 3P% | TL%  | RP   | AP  | PRP | SP  | PP   |
| --------- | ----------------- | -- | -- | ---- | ---- | --- | ---- | ---- | --- | --- | --- | ---- |
| 2024-2025 | Motor City Cruise | 33 | 31 | 29,8 | 64,4 | 0,0 | 54,6 | 12,9 | 2,2 | 0,8 | 1,0 | 17,5 |
| Carriera  | Carriera          | 33 | 31 | 29,8 | 64,4 | 0,0 | 54,6 | 12,9 | 2,2 | 0,8 | 1,0 | 17,5 |